# إيفا فيرونا
إيفا فيرونا (بالكرواتية: Eva Verona) هي أمينة مكتبة كرواتية، ولدت في 1 فبراير 1905 في ترييستي في إيطاليا، وتوفيت في 19 مايو 1996 في زغرب في كرواتيا.